# Antoine Le Quieu
Antoine Le Quieu (* 23. Februar 1601 in Paris; † 7. Oktober 1676 in Cadenet) war ein französischer römisch-katholischer Geistlicher, Dominikaner und Ordensgründer. Er steht am Anfang der Sakramentinerinnen.

## Leben und Werk

### Der junge Dominikaner
Le Quieu wuchs als Sohn eines Anwalts im Parlement de Paris auf und studierte Rechtswissenschaft. Unter dem Einfluss von Barbe Acarie beabsichtigte er, Karmelit zu werden, trat dann aber 1622 in das 1612 von Sébastien Michaëlis gegründete Reformkloster der Dominikaner in der heutigen Rue du Faubourg Saint-Honoré ein und legte 1623 die Profess ab. Er stieg schnell zum Novizenmeister auf, zuerst in Paris, dann in Avignon.

### Der reformierte Dominikaner
Le Quieu schwebte ein Ideal der Missionierung der Armen durch arme Dominikaner vor. Zur Werbung für eine neue Observanz mit diesem speziellen Charisma reiste er 1635–1636 erfolgreich nach Rom und gründete nach der Rückkehr Gemeinschaften seiner Kongregation Dominicains réformés du Saint-Sacrement (Reformierte Dominikaner vom allerheiligsten Sakrament) in Lagnes (1636), Le Thor (1637), Marseille (1639, 1642 vertrieben), später auch: Sault (1658), Cadenet (1660), Saint-Paul-Trois-Châteaux (1664), Vaison-la-Romaine (1672) und Bédoin (1676). Die Konvente wurden, soweit sie noch existierten, 1792 durch die Französische Revolution aufgelöst.

### Gründung der Sakramentinerinnen
Als Le Quieu 1639 in Marseille weilte, fanden sich Frauen, die an einer Gemeinschaft von Schwestern vom allerheiligsten Sakrament (mit dem besonderen Ziel der ewigen Anbetung) interessiert waren. Es dauerte 20 Jahre, bis deren Kongregation der Sakramentinerinnen 1659 durch den Bischof von Marseille kanonisch errichtet wurde. Nach der Schließung durch die Französische Revolution kam es zu Gründungen in Aix-en-Provence (1806) und Avignon (1807), die vor der Dritten Republik nach Belgien (1902) und in die Vereinigten Staaten (1912) flohen. Seit 1981 sind sie wieder in Céreste vertreten.

### Weiteres Wirken und Tod
Die von Le Quieu verlangte Strenge (von 1640 bis 1644 gingen seine Dominikaner unbeschuht) traf im Orden (und bei Kardinal Richelieu) auf Widerstand. Er reiste 1642–1644 ein zweites Mal nach Rom und musste sich unterwerfen. Von 1648 bis 1650 war er gegen seinen Willen Prior in Paris, erreichte aber bei seiner dritten Romreise 1650 die Ablösung. Bis zu seinem Tod (im Kloster Cadenet) mit 75 Jahren gründete und betreute er seine Gemeinschaften, denen er die drei Ideale predigte, die ihn auszeichneten: Einkehr, Armut, Buße (pénitence, recueillement, pauvreté).

## Werke
- Louis Potton (1824–1898) (Hrsg.): Oeuvres choisies du V. P. Antoine du T.-S.-Sacrement, accompagnées d’introduction et de notes et publiées par le R. P. Fr. Marie-Ambroise Potton. Veuve Poussielgue-Rusand, Paris 1864.
- La Règle de saint Augustin et les constitutions des religieuses du St-Sacrement et de Notre-Dame sous la protection de saint Mathieu, apôtre et évangéliste, composées par le R. P. Antoine du Saint-Sacrement, leur fondateur. Avignon 1883